# Winter Springs, Florida
Winter Springs är en stad (city) i Seminole County, i delstaten Florida, USA. Enligt United States Census Bureau har staden en folkmängd på 33 468 invånare (2011) och en landarea på 38 km².